# Heather Graham
Heather Joan Graham (sinh ngày 29/01/1970), nghệ danh Heather Graham, là một diễn viên điện ảnh Mỹ. Graham sở trường về loại phim tâm lý pha hài hước.

## Danh mục phim
| Năm  | Tên phim                                   | Vai diễn                 | Ghi chú |  |
| ---- | ------------------------------------------ | ------------------------ | --- |  |
| 1984 | Mrs. Soffel                                | Factory Girl             | Uncredited |  |
| 1986 | Scrabble                                   | Contestant               | Teen Week |  |
| 1987 | Growing Pains                              | Cindy/Samantha           | TV series; 2 episodes |  |
| 1987 | Student Exchange                           | Dorrie Ryder             | |  |
| 1988 | License to Drive                           | Mercedes Lane            | Nominated–Young Artist Award for Best Actress Starring in a Motion Picture Comedy or Fantasy |  |
| 1988 | Twins                                      | Young Mary Ann Benedict  | Uncredited |  |
| 1989 | Drugstore Cowboy                           | Nadine                   | Nominated–Independent Spirit Award for Best Supporting Actress |  |
| 1990 | I Love You to Death                        | Bridget                  | |  |
| 1991 | Guilty as Charged                          | Kimberly                 | |  |
| 1991 | Shout                                      | Sara Benedict            | Nominated–Young Artist Award for Best Actress Starring in a Motion Picture |  |
| 1991 | Twin Peaks                                 | Annie Blackburn          | TV series; 6 episodes |  |
| 1992 | Twin Peaks: Fire Walk with Me              | Annie Blackburn          | |  |
| 1992 | O Pioneers!                                | Young Alexandra Bergson  | |  |
| 1992 | Diggstown                                  | Emily Forrester          | |  |
| 1993 | The Ballad of Little Jo                    | Mary Addie               | |  |
| 1993 | Even Cowgirls Get the Blues                | Cowgirl Heather          | |  |
| 1993 | Six Degrees of Separation                  | Elizabeth                | |  |
| 1994 | Don't Do It                                | Suzanna                  | |  |
| 1994 | Mrs. Parker and the Vicious Circle         | Mary Kennedy Taylor      | |  |
| 1995 | Toughguy                                   | Olive                    | |  |
| 1995 | Desert Winds                               | Jackie                   | |  |
| 1995 | Let It Be Me                               | Perfumery Salesgirl      | |  |
| 1995 | Fallen Angels                              | Carol Whalen             | TV series, 1 episode |  |
| 1996 | Kiss & Tell                                | Susan Pretsel            | |  |
| 1996 | Swingers                                   | Lorraine                 | |  |
| 1996 | Entertaining Angels: The Dorothy Day Story | Maggie Bowen             | |  |
| 1996 | Bullet Hearts                              | Carlene Prue             | |  |
| 1996 | The Outer Limits                           | Alicia                   | TV series; 1 episode |  |
| 1997 | Nowhere                                    | Lilith                   | |  |
| 1997 | Boogie Nights                              | Brandy 'Rollergirl'      | Florida Film Critics Circle Award for Best Cast MTV Movie Award for Best Breakthrough Performance Nominated–Screen Actors Guild Award for Outstanding Performance by a Cast in a Motion Picture        |  |
| 1997 | Scream 2                                   | Herself/'Stab' Casey     | Cameo Appearance |  |
| 1998 | Lost in Space                              | Dr. Judy Robinson        | |  |
| 1998 | Two Girls and a Guy                        | Carla Bennett            | |  |
| 1998 | Fantasy Island                             | Jackie                   | TV series; 1 episode |  |
| 1998 | Alexandria Hotel                           | N/A                      | short |  |
| 1999 | Austin Powers: The Spy Who Shagged Me      | Felicity Shagwell        | Blockbuster Entertainment Award for Best Actress in a Comedy ShoWest Award for Female Star of Tomorrow Nominated–Kids' Choice Awards for Favorite Movie Couple Nominated–Saturn Award for Best Actress |  |
| 1999 | Bowfinger                                  | Daisy                    | Nominated–Blockbuster Entertainment Award for Favorite Actress in a Comedy |  |
| 1999 | Alien Love Triangle                        | Elizabeth                | short |  |
| 2000 | Committed                                  | Joline                   | |  |
| 2001 | Say It Isn't So                            | Josephine Wingfield      | |  |
| 2001 | Sidewalks of New York                      | Annie Matthews           | |  |
| 2001 | From Hell                                  | Mary Kelly               | |  |
| 2002 | Killing Me Softly                          | Alice Tallis             | |  |
| 2002 | The Guru                                   | Sharonna                 | |  |
| 2003 | Anger Management                           | Kendra                   | Uncredited |  |
| 2003 | Hope Springs                               | Mandy                    | |  |
| 2004 | Blessed                                    | Samantha Howard          | |  |
| 2004 | Arrested Development                       | Beth Baerly              | TV series; 1 episode |  |
| 2005 | Cake                                       | Pippa McGee              | |  |
| 2005 | Scrubs                                     | Dr. Molly Clock          | TV series; 9 episodes |  |
| 2005 | Mary                                       | Elizabeth Younger        | |  |
| 2006 | The Oh in Ohio                             | Justine                  | uncredited |  |
| 2006 | Emily's Reasons Why Not                    | Emily Sanders            | TV series; 7 episodes (6 unaired) |  |
| 2006 | Bobby                                      | Angela                   | Hollywood Film Festival Award for Best Ensemble Cast Nominated–Screen Actors Guild Award for Outstanding Performance by a Cast in a Motion Picture                                                     |  |
| 2006 | Broken                                     | Hope                     | |  |
| 2006 | Gray Matters                               | Gray Baldwin             | |  |
| 2007 | Adrift in Manhattan                        | Rose Phipps              | |  |
| 2008 | Miss Conception                            | Georgina Salt            | |  |
| 2008 | Have Dreams, Will Travel                   | Cassie's Aunt            | |  |
| 2008 | Baby on Board                              | Angela                   | |  |
| 2009 | Boogie Woogie                              | Beth Freemantle          | |  |
| 2009 | The Hangover                               | Jade                     | Detroit Film Critics Society for Best Ensemble |  |
| 2010 | ExTerminators                              | Alex                     | |  |
| 2010 | Father of Invention                        | Phoebe                   | |  |
| 2011 | Scream 4                                   | 'Stab' Casey             | Cameo appearance |  |
| 2011 | 5 Days of War                              | Miriam                   | |  |
| 2011 | Portlandia (TV series)                     | Heather/Herself          | Cameo appearance |  |
| 2011 | Judy Moody and the Not Bummer Summer       | Aunt Opal                | |  |
| 2011 | Son of Morning                             | Josephine Tuttle         | |  |
| 2011 | The Flying Machine                         | Georgie                  | |  |
| 2012 | About Cherry                               | Margaret                 | |  |
| 2012 | At Any Price                               | Meredith Crown           | Post-production |  |
| 2013 | Compulsion                                 | Amy                      | Filming |  |
| 2013 | The Hangover Part III                      | Jade                     | Filming |  |
| 2013 | Behaving Badly                             | Annette Stratton-Osborne | |  |